# Râul Almaș, Cracău
Râul Almaș este un curs de apă, afluent al râului Cracău.